# Pantera Gris
Pantera Gris es una serie de historietas de superhéroes creada por Ripoll G. para la editorial Bruguera en 1948. Su protagonista lleva una máscara que le asemeja a un leopardo.

## Trayectoria editorial
Pantera Gris sustituyó a otra serie de grafismo realista de "Pulgarcito" , Silver Roy de Antonio Bosch Penalva, que venía publicándose desde el primer número de la revista, junto a El inspector Dan. Su sustituta duraría desde el número 37.
En 1989 fue recopilada en un álbum monográfico por Cómic Mam.